# 254749 Kurosawa
254749 Kurosawa este un asteroid din centura principală, descoperit pe 10 august 2005, de Bernard Christophe.